# Enseignement d'Amenemopet
L'enseignement d'Amenemopet est un texte littéraire composé en Égypte antique probablement durant l'époque ramesside vers -1300/-1075. Le texte divisé en trente chapitres de maximes et de recommandations est attribué au scribe Amenemopet, fils de Kanakht, au profit de l'éducation de son propre fils. Quelques passages de cette œuvre classée parmi les sagesses de l'Égypte antique ont été comparés à ceux du livre des Proverbes de la Bible.